# Ditladi
Ditladi – wieś w Botswanie w dystrykcie North East. Według spisu ludności z 2011 roku wieś liczyła 1344 mieszkańców.